# Pleotrichophorus ambrosiae
Pleotrichophorus ambrosiae är en insektsart. Pleotrichophorus ambrosiae ingår i släktet Pleotrichophorus och familjen långrörsbladlöss. Inga underarter finns listade i Catalogue of Life.